# Raúl Navas Paúl
Raúl Navas Paúl (Cádiz, Andalucía, 3 de mayo de 1978) es un exfubolista español que jugaba de portero.
Perteneció a la plantilla del Córdoba CF hasta la temporada 2010/2011, donde llegó procedente del CD Tenerife. 

## Nivel
En el Tenerife se vio relegado a la suplencia, y en el Córdoba obtuvo la titularidad realizando algunos partidos espectaculares durante la temporada 2008/2009, cosa que no impidió que se pasara la temporada 2011-12 sin equipo.

## Polémica
En el verano de 2010, a raíz de las investigaciones sobre Enrique Ortiz y el caso Brugal, se estudian unas grabaciones donde se escucha a Ortiz, máximo accionista del Hércules CF, comentar que pagó a Raúl Navas 100 000 euros por dejarse ganar. El juzgado de Instrucción número 7 de Alicante archivó el caso.

## Clubes
| Club             | País      | Año         |
| ---------------- | --------- | ----------- |
| Cádiz CF         | España    | 1999 - 2006 |
| CD Tenerife      | España    | 2006 - 2008 |
| Córdoba CF       | España    | 2008 - 2011 |
| Xerez CD         | España    | 2012 - 2014 |
| Lincoln Red Imps | Gibraltar | 2014 - 2018 |